# Rashnū (ort i Iran)
Rashnū (persiska: رَشنودی, رَشنو, رشنو, Rashnūdī) är en ort i Iran.   Den ligger i provinsen Khuzestan, i den västra delen av landet, 400 km sydväst om huvudstaden Teheran. Rashnū ligger 413 meter över havet och antalet invånare är 224.
Terrängen runt Rashnū är kuperad västerut, men österut är den platt. Runt Rashnū är det ganska tätbefolkat, med 72 invånare per kvadratkilometer. Närmaste större samhälle är Ḩoseynīyeh, 6,8 km söder om Rashnū. Omgivningarna runt Rashnū är i huvudsak ett öppet busklandskap.